# Parti des retraités unis de Serbie
Pour les articles homonymes, voir Parti des retraités et PUPS.
Le Parti des retraités unis de Serbie (en serbe cyrillique : Партија уједињених пензионера Србије ; en serbe latin : Partija ujedinjenih penzionera Srbije ; en abrégé : PUPS) est un parti politique serbe fondé en 2005. Il a son siège à Belgrade et est présidé par Milan Krkobabić
Il s'est donné comme mission de défendre les retraités de Serbie.

## Historique
Le parti est fondé par Jovan Krkobabić, qui le préside jusqu'à sa mort en 2014,, puis par son fils Milan Krkobabić.

## Activités politiques
Le Parti des retraités unis de Serbie (PUPS) participe aux élections législatives serbes de 2007  en constituant une liste commune avec le Parti social-démocrate (SDP) de Nebojša Čović ; la liste obtient 125 342 voix, soit 3,11 % des suffrages, score insuffisant pour envoyer un député à l'Assemblée nationale de la république de Serbie.
Au premier tour de l'élection présidentielle serbe de 2008, le parti soutient Milutin Mrkonjić, le candidat du Parti socialiste de Serbie (SPS). Aux élections législatives anticipées de la même année, il figure sur la liste emmenée par le SPS, qui obtient 313 896 voix, soit 7,58 % des suffrages, et envoie 20 représentants à l'Assemblée, dont 6 pour le PUPS. À la suite de ces élections, Jovan Krkobabić, qui participe à une coalition gouvernementale avec le Parti démocratique (DS) du président Boris Tadić, est vice-président du premier et du second gouvernement de Mirko Cvetković, chargé des affaires sociales[réf. nécessaire].
Aux élections législatives de 2012, le Parti des retraités unis de Serbie participe à la coalition politique conduite par Ivica Dačić, le président du SPS, qui obtient 14,51 % des suffrages et 44 députés ; avec 12 députés, le PUPS forme un groupe parlementaire présidé par Milan Krkobabić. À la suite de ces élections, Ivica Dačić, désormais allié au Parti progressiste serbe (SNS) du nouveau président de la République Tomislav Nikolić, forme le nouveau gouvernement ; Jovan Krkobabić, vice-président du gouvernement, est en même temps ministre du Travail, de l'Emploi et de la Politique sociale.
Aux élections législatives de 2016, le Parti des retraités unis de Serbie participe à la coalition politique 'La Serbie gagne' conduite par le président du gouvernement sortant, Aleksandar Vučić, et son mouvement, le Parti progressiste (SNS), coalition qui obtient 48,25 % des suffrages et 131 députés.

## Résultats électoraux

### Élections présidentielles
| Année | Candidat         | 1er tour  | 1er tour | 1er tour | 2e tour | 2e tour | 2e tour |
| Année | Candidat         | Voix      | %        | Place    | Voix    | %       | Rang    |
| ----- | ---------------- | --------- | -------- | -------- | ------- | ------- | ------- |
| 2008  | Milutin Mrkonjić | 245 889   | 5,97     | 4e       |         |         |         |
| 2012  | Ivica Dačić      | 556 013   | 14,23    | 3e       |         |         |         |
| 2017  | Aleksandar Vučić | 2 012 788 | 56,01    | 1er      |         |         |         |

### Élections législatives
| Année | Tête de liste   | Voix      | %     | Sièges   | Gouvernement            |
| ----- | --------------- | --------- | ----- | -------- | ----------------------- |
| 2007  | Jovan Krkobabić | 125 324   | 3,11  | 0 / 250  |                         |
| 2008  | Jovan Krkobabić | 313 896   | 7,58  | 5 / 250  | Gouvernement            |
| 2012  | Jovan Krkobabić | 567 689   | 14,51 | 12 / 250 | Gouvernement            |
| 2014  | Jovan Krkobabić | 484 607   | 13,49 | 12 / 250 | Soutien au gouvernement |
| 2016  | Milan Krkobabić | 1 823 147 | 48,25 | 9 / 250  | Gouvernement            |
| 2020  | Milan Krkobabić | 1 953 998 | 60,65 | 9 / 250  | Gouvernement            |